# Авен-лез-Обер
Аве́н-лез-Обе́р (фр. Avesnes-les-Aubert) — коммуна во Франции, регион О-де-Франс, департамент Нор, кантон Кодри. Расположена в 12 км к востоку от Камбре и в 55 км к югу от Лилля, в 9 км от автомагистрали А2.
Население (2017) — 3 640 человек.

## История
Во время промышленной революции XVIII века деревня превратилась в небольшой промышленный город. В Авене были открыты ткацкие фабрики, способствовавшие быстрому росту населения.

## Достопримечательности
- Здание мэрии 1902 года. Было повреждено пожаром в 1991 году и восстановлено в 1993 году.
- Церковь Святого Реми XVIII—XIX веков; во время Первой мировой войны колокола были сняты и переплавлены. В ходе Битвы при Камбре церковная башня была разрушена попаданием артиллерийского снаряда.
- Дом-музей истории ткачества. Открыт в 2000 году и выставляет предметы городской жизни XIX века.
- Часовня Святой Филомены 1841 года.

## Экономика
Структура занятости населения:
- сельское хозяйство — 0,0 %
- промышленность — 10,1 %
- строительство — 5,1 %
- торговля, транспорт и сфера услуг — 32,3 %
- государственные и муниципальные службы — 52,5 %

Уровень безработицы (2017) — 22,2 % (Франция в целом — 13,4 %, департамент Нор — 17,6 %). 

Среднегодовой доход на 1 человека, евро (2017) — 17 820 (Франция в целом — 21 110, департамент Нор — 19 490).

## Администрация
Пост мэра Авен-лез-Обера с 2014 года занимает коммунист Александр Бакен (Alexandre Basquin). На муниципальных выборах 2020 года возглавляемый им левый список победил в 1-м туре, получив 80,76 % голосов.
| Период | Период | Фамилия            | Партия                  | Примечания                                       |
| ------ | ------ | ------------------ | ----------------------- | ------------------------------------------------ |
| 1950   | 1977   | Марсель Данжу      | Коммунистическая партия |                                                  |
| 1977   | 1989   | Жорж Кашё          | Коммунистическая партия | металлург, член Генерального совета департамента |
| 1989   | 1995   | Пьер Моньес        | Социалистическая партия |                                                  |
| 1995   | 2008   | Жан-Клод Наветёр   | Коммунистическая партия |                                                  |
| 2008   | 2014   | Мариз Бакен-Сантер | Разные левые            |                                                  |
| 2014   |        | Александр Бакен    | Коммунистическая партия |                                                  |

## Демография
Динамика численности населения, чел.

## Галерея

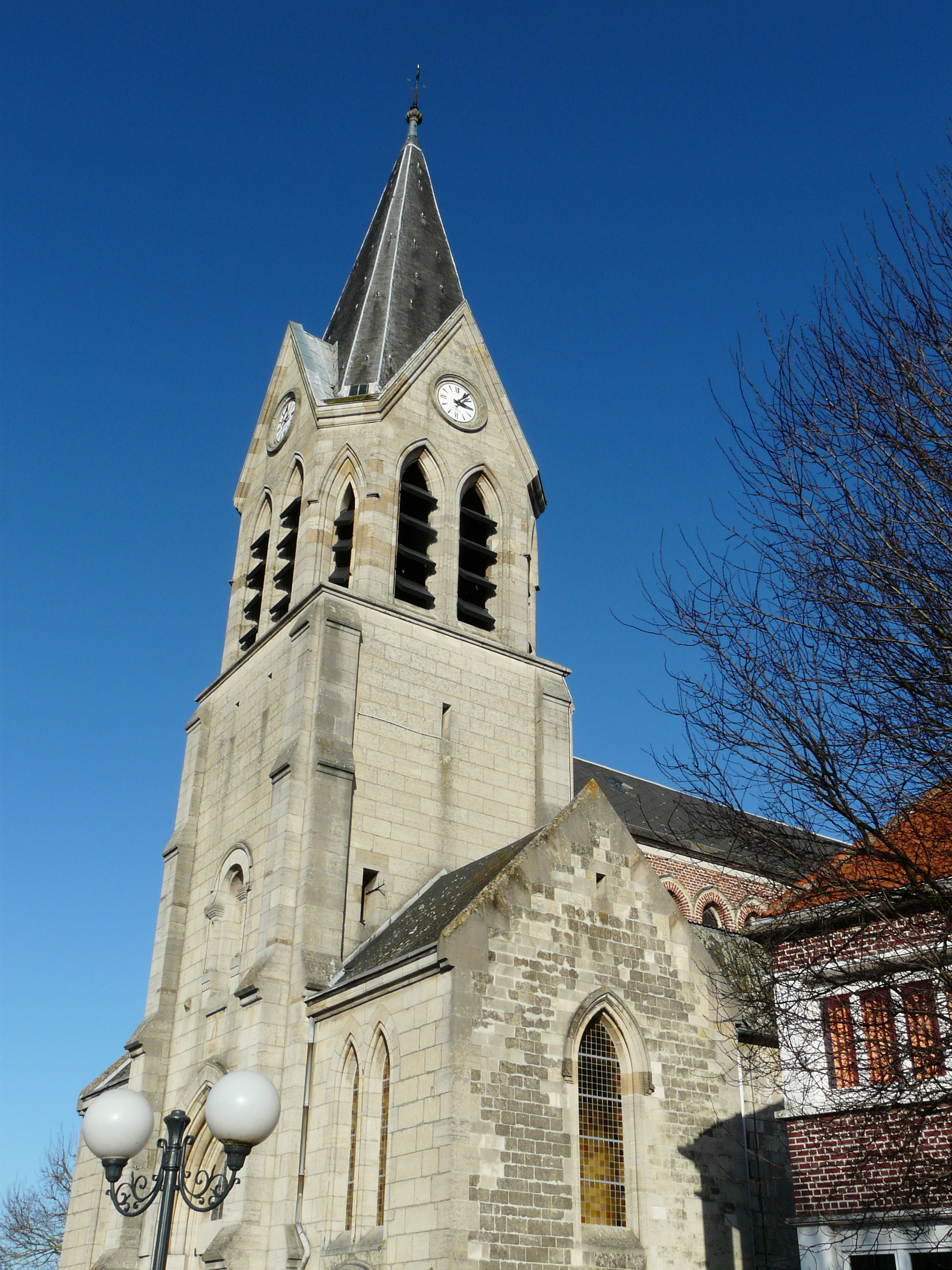
Церковь Святого Реми
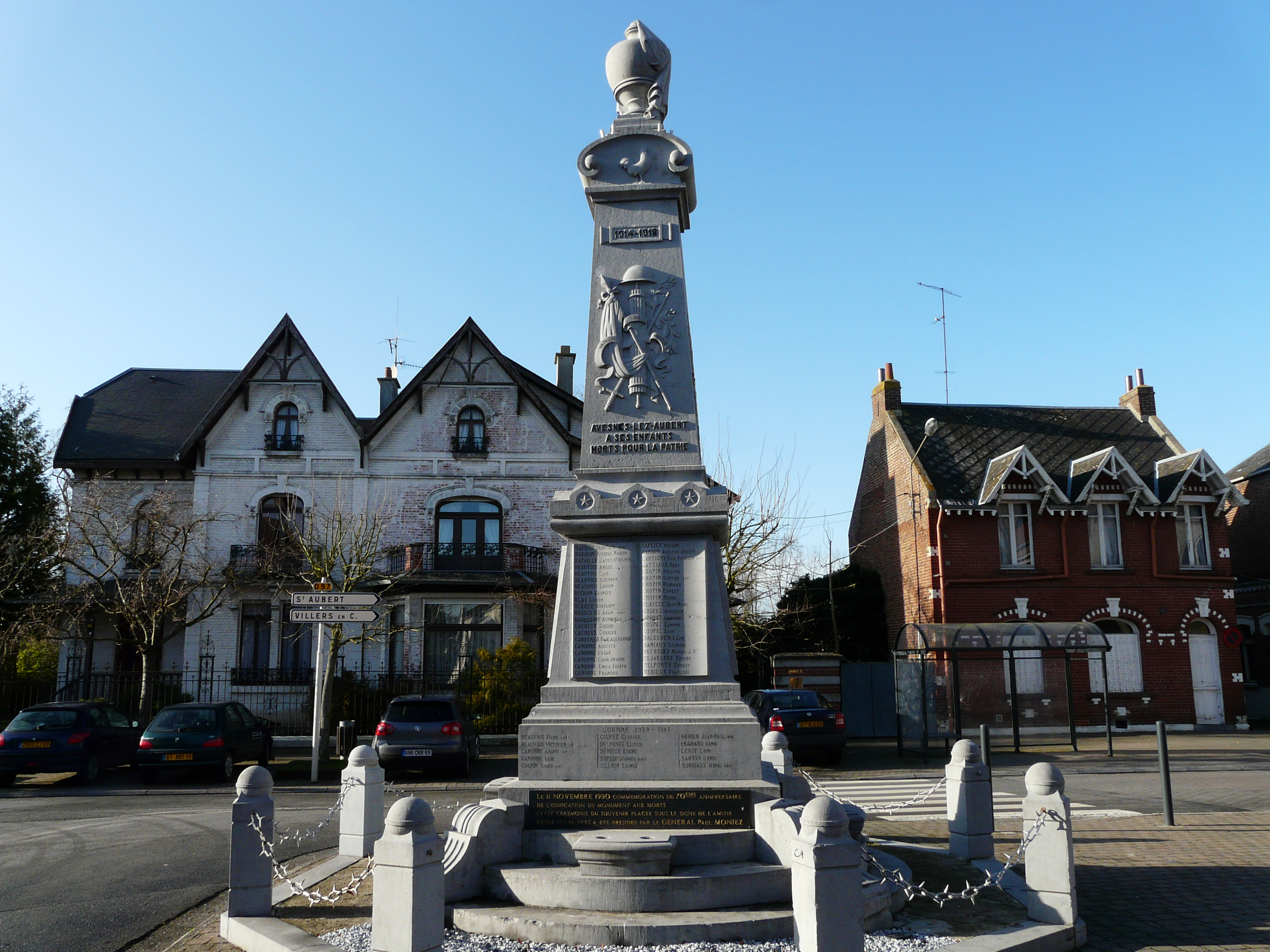
Памятник погибшим в Первой мировой войне
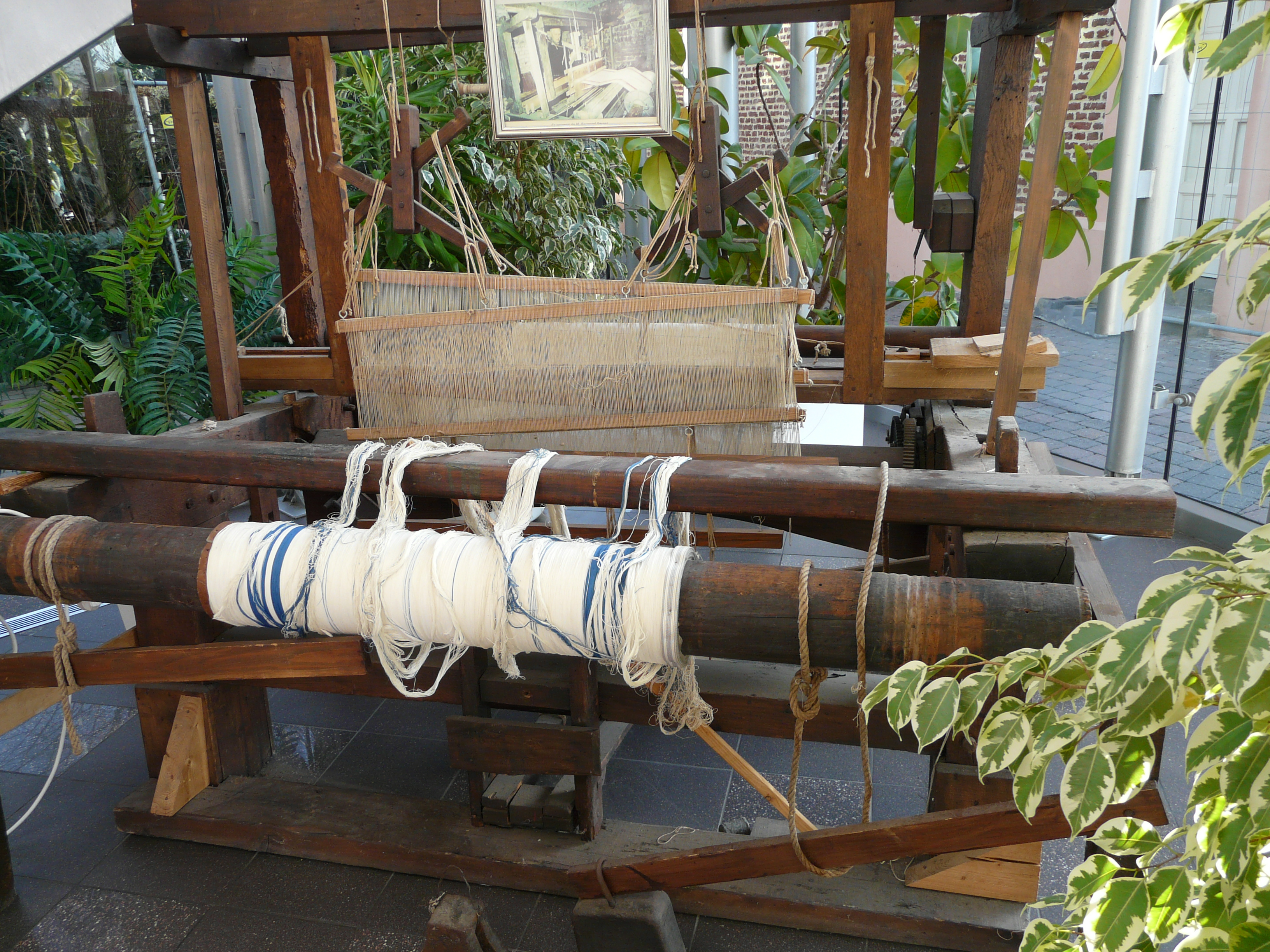
Ткацкий станок XIX века

1. 1 2  база данных о французских коммунах — Национальный географический институт Франции, 2015.